# Ну, погоди! (выпуск 1)
«Ну, погоди́! (выпуск 1)» — первый мультипликационный фильм из серии «Ну, погоди!».

## Сюжет
Гуляя по городу, Волк-хулиган замечает на балконе жилого дома маленького Зайца, поливающего цветы. Представив из него вкусное блюдо, хищник, сделав из бельевой верёвки лассо и набросив его на антенну на крыше, лезет к добыче. Однако Заяц перерезает верёвку ножницами, и нарушитель порядка падает прямо в люльку мотоцикла Медведей-милиционеров.
На пляже Волк продолжает свою охоту на Зайца, но в результате попадает в различные комичные ситуации: опрокидывает на себя забор, чуть не тонет, несётся на катере по автомобильному шоссе, падает на семейство ежей, отлетает от трамплина на берег, пугается лопнувшего надувного Зайца-игрушки. В конце концов хищник утягивается катером за верёвку водного лыжника.

## Создатели
| Авторы сценария:           | Феликс Камов, Александр Курляндский, Аркадий Хайт                                             |
| Режиссёр                   | Вячеслав Котёночкин                                                                           |
| Художник-постановщик       | Светозар Русаков                                                                              |
| Оператор                   | Елена Петрова                                                                                 |
| Звукооператор              | Георгий Мартынюк                                                                              |
| Монтажёр                   | Татьяна Сазонова                                                                              |
| Ассистенты:                | Т. Зеброва, Е. Туранова, Светлана Кощеева (в титрах — С. Кащеева)                             |
| Музыкальное оформление     | Г. Крылова                                                                                    |
| Художники-мультипликаторы: | Олег Сафронов, Виктор Лихачёв, Виктор Арсентьев, Олег Комаров, Владимир Крумин, Фёдор Елдинов |
| Редактор                   | Аркадий Снесарев                                                                              |
| Директор картины           | Фёдор Иванов                                                                                  |
| Роли озвучивали:           | - Анатолий Папанов — Волк (в титрах не указан) - Клара Румянова — Заяц (в титрах не указана)  |

## Музыка
- Владимир Высоцкий — «Песня о друге» из кинофильма «Вертикаль» (музыка и слова Владимира Высоцкого). Звучит в сцене «насвиста» Волка, что подымается к зайцу по канату.
- Владимир Макаров — «Последняя электричка» (Исполнение из фильма-концерта «Поёт Владимир Макаров» (1968)). Звучит в сцене похода Волка на пляж.
- Квартет Бориса Тихонова — «Весенний вальс».
- Александр Селивачёв (вибрафон), АЭМИ п/у В. Мещерина — «Искрящийся снег» (Раймонд Вальгрэ, автор инстр. А. Селивачёв). Звучит в сцене плавания Волка под водой.
- Танцевальный оркестр Берлинского радио под управлением Гюнтера Голлаша — «Биг-бэнд галоп» (Харри Зигер). Звучит в сцене с моторной лодкой.
- Квартет Бориса Тихонова — «В поход» (марш). Звучит в сцене на вышке с трамплином.

Момент представления Волком приготовленного Зайца в тарелке озвучен мелодией, сыгранной на вибрафоне Геннадием Крыловым
В эпизоде с титрами звучит неизменная музыкальная композиция «Водные лыжи» Тамаша Деака в исполнении вокального ансамбля «Гармония» и инструментального ансамбля «Деак».
После выхода мультфильма Вячеславу Котёночкину позвонил композитор песни «Последняя электричка» — Давид Тухманов:

Раздался только один звонок.
 — Это у вас в фильме использована песня «Опять от меня сбежала последняя электричка…»?
 — Да. В нашем фильме, — признался я. И приготовился отбиваться от претензий.
 — Ну и молодцы! — я услышал в трубке смех. — Послушайте, мы с вами, правда, незнакомы… Но у меня дома есть бутылка отличного коньяка. В Армении подарили. Надо бы распить.
 — Неплохое предложение, — согласился я. — А с кем, собственно, я буду пить армянский коньяк?
 — С автором песни.
Это был Давид Тухманов. Ту бутылку мы с ним так и не распили.
— Вячеслав Котёночкин

## Производство
Первоначально Вячеслав Котёночкин хотел слышать в роли Волка Владимира Высоцкого. Певец, прочитав сценарий, загорелся не только озвучить персонажа, но и написать для него песню. Однако Высоцкого не утвердили, поскольку в то время он попал в число нежелательных артистов.
Для озвучивания утопающего Волка Анатолию Папанову приготовили воду в стакане. Но актёр, сказав, что всё надо делать с максимальной достоверностью, чтобы зрители поверили в реальность происходящего, потребовал ведро. Увлёкшись, Анатолий Папанов нахлебался воды и вымок с головы до ног. Однако результатом был очень доволен.
Обсуждение картины на худсовете, по словам Вячеслава Котёночкина, прошло относительно ровно. Однако режиссёра задело замечание Фёдора Хитрука, увидевшего в мультфильме отступление от традиций, подражание не лучшему американскому кино и присутствие чего-то пошлого. Однако в 1986 году создатель «Каникул Бонифация» и «Винни-Пуха», очень высоко оценивая «Ну, погоди!», отметил «филигранность каждого трюка».

## Восприятие
Зрительский успех у картины оказался оглушительным. По словам Алексея Котёночкина (сына Вячеслава Котёночкина): «…Народ рыдал от хохота ещё до того, как Волк что-либо делал в кадре. Романтический, приблатненный герой оказался всем потрясающе близок… я лично наблюдал, как тётенька в первом ряду в кинотеатре „Баррикады“ упала со стула и корчилась в конвульсиях от хохота…»

### Комментарии
1. ↑  Имя и отчество уточнены по персональной странице на сайте Аниматор.ру[3]